# The Smile (группа)
The Smile — английская рок-группа, в состав которой входят участники Radiohead Том Йорк (вокал, гитара, бас, клавиши) и Джонни Гринвуд (гитара, бас, клавиши), а также барабанщик группы Sons of Kemet Том Скиннер. Продюсером является Найджел Годрич, давний продюсер Radiohead. Стиль группы включает в себя элементы постпанка, прогрессивного рока, афробита и электронной музыки.
Участники группы The Smile работали во время карантина из-за COVID-19; группа неожиданно дебютировала в спектакле, который транслировался на фестивале Гластонбери в мае 2021 года. В начале 2022 года они выпустили четыре сингла и впервые выступили перед публикой на трех концертах в Лондоне в январе, которые транслировались в прямом эфире. В мае группа The Smile выпустила свой дебютный альбом A Light for Attracting Attention и начала тур по Европе.

## История
Джонни Гринвуд сказал, что проект возник благодаря желанию работать с Томом Йорком во время карантина COVID-19. Гринвуд сказал: «У нас было не так много времени, но мы просто хотели закончить несколько песен вместе. Это было очень быстро, но это был прекрасный способ создавать музыку». Они наняли барабанщика Тома Скиннера, который играл с такими исполнителями, как джаз-бэнд Sons of Kemet. Группу The Smile продюсирует Найджел Годрич, давний продюсер Radiohead. Группа берет свое название от стихотворения Теда Хьюза; Йорк сказал, что это была «не улыбка, как в „ааа“ (англ. «ahh»), скорее, это улыбка, как у парня, который лжет тебе каждый день».

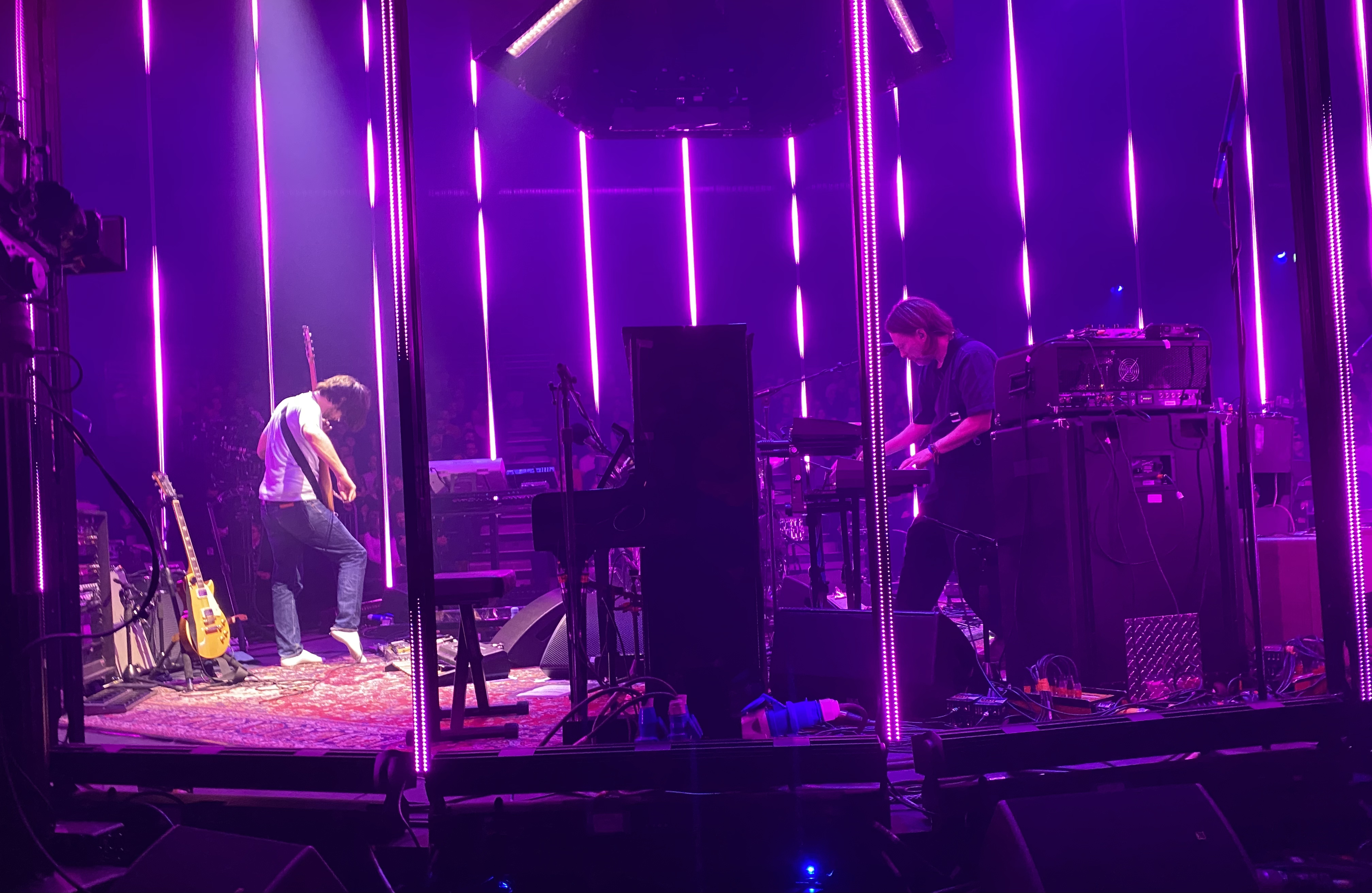
Выступление The Smile в туре Magazine в Лондоне, январь 2022 г.

Группа The Smile дебютировала в неожиданном выступлении для концертного видео Live at Worthy Farm, спродюсированного фестивалем Гластонбери и транслировавшегося 22 мая 2021 года. Выступление было тайно записано ранее на той неделе и объявлено в день трансляции. Группа исполнила восемь песен с Йорком и Гринвудом; они играли на гитаре, басу, синтезаторе Moog и фортепиано Rhodes.
В июле 2021 года Годрич сообщил, что группа Smile записала альбом. Он охарактеризовал это как «интересное сопоставление вещей, однако имеющее смысл». В сентябре Гринвуд сказал, что группа все ещё решает, что включить в альбом и что он «почти готов». В журнале DIY написали, что этот альбом — один из самых ожидаемых в году, предположив, что состоится возвращение к «беспорядочной, тревожной музыке», как в ранних работах Radiohead.
Йорк исполнил песню Smile «Free in the Knowledge» на мероприятии Letters Live в Королевском Альберт-Холле в Лондоне в октябре. 29 и 30 января Smile впервые выступили перед публикой на трех концертах в Magazine в Лондоне, которые транслировались в прямом эфире. Группа играла в туре и дебютировала с несколькими треками, в том числе «Speech Bubbles», «A Hairdryer», «Waving a White Flag» и «The Same». Шоу также включало исполнение «Open the Floodgates», которую Йорк впервые исполнил в 2010 году, и кавер на сингл Джо Джексона 1979 года «It’s Different for Girls».
В журнале NME Джеймс Бальмонт поставил лондонскому шоу Smile’s четыре балла из пяти, охарактеризовав его как «дотошный, увлекательный материал». В газете The Guardian Китти Эмпайр поставила шоу четыре балла из пяти, написав, что «Smile наиболее убедительны в музыкальном плане, когда они простираются дальше Radiohead», в то время как главный критик Алексис Петридис поставил шоу три, заявив, что это «скорее, интригующее, чем ослепительное, периодически завораживающее, наполненное захватывающими идеями, которые не всегда сливаются воедино». 1 февраля The Smile объявили о европейском турне, которое начнется в мае.

### A Light for Attracting Attention
Группа The Smile выпустила свой дебютный сингл «You Will Never Work in Television Again» на потоковых платформах 5 января 2022 года. За ним последовал «The Smoke» 27 января, сопровождаемый видео, которое было создано режиссёром Марком Дженкином. В марте The Smile объявили об ограниченном тираже семидюймового сингла обеих песен. Сингл не был доступен для покупки; вместо этого поклонники могли получить бесплатные лотерейные билеты в избранных музыкальных магазинах, чтобы выиграть копию.
The Smile выпустили свой третий сингл «Skrting on the Surface» 17 марта. Йорк ранее исполнял эту песню в 2009 году сольно на фортепиано во время тура со своей группой Atoms for Peace и в другой аранжировке в 2012 году с Radiohead. Видео «Skrting on the Surface», созданное Дженкином, было снято на 16-миллиметровую черно-белую пленку на заброшенном оловянном руднике Роузвейл в Корнуолле, Англия. Четвёртый сингл «Pana-vision» был выпущен 3 апреля вместе с анимационным видео художника Radiohead Стэнли Донвуда. Писатель из NME Грета Бреретон описала песню как «навязчивую» и «призрачную».
20 апреля 2022 года The Smile анонсировали свой дебютный альбом A Light for Attracting Attention, который был выпущен в цифровом виде на XL Recordings 13 мая 2022 года, а на физическом носителе будет выпущен 17 июня. The Smile также выпустили песню «Free in the Knowledge» с видеоклипом, снятым Лео Ли. Шестой сингл, «Thin Thing», был выпущен 9 мая 2022 года.

### Wall of Eyes
В ноябре 2023 года группа анонсировала свой второй альбом «Wall of Eyes», вышедший 26 января 2024 года. Первыми синглами с альбома стали песни «Bending Hectic» и заглавная «Wall of Eyes»; клип на последнюю был снят Полом Томасом Андерсоном. Заключительным синглом стала «Friend of a Friend», вышедшая 9 января 2024 года.

### Cutouts
Начав тур в марте 2024 года в поддержку альбома Wall of Eyes, группа представила на концерте новые песни «Zero Sum» и «Don't Get Me Started», не вошедшие в данный альбом. Ранее во время промоутирования Wall of Eyes после прослушивания альбома вместе со слушателями, заиграла песня "Tiptoe" с заголовком «Что дальше?», подразумевая продолжение проекта. 2 августа 2024 года вышел двойной-сингл «Don't Get Me Started/The Slip» ограниченным тиражом на виниле, затем «Don't Get Me Started» вышла в цифровом варианте несколько дней спустя. 23 августа 2024 года The Smile начала промо-кампанию нового альбома, зашифровав в социальных сетях названия следующих песен и их нумерацию в альбоме. 28 августа 2024 года The Smile дополнительно выпустила синглы «Foreign Spies/ Zero Sum» и объявив дату выхода и название третьего альбома -  Cutouts, выход которого состоялся 4 октября 2024 года.
2 октября 2024 года, за 2 дня до выхода альбома, группа представила третий сингл — «Bodies Laughing».

## Стиль
После выступления в Гластонбери на сайте Consequence написали, что стиль Smile включает в себя элементы пост-панка, прото-панка и математического рока. В Pitchfork их сравнили с «чувственностью винтажного рока» Radiohead, с «легким переходом к барабанам Скиннера» и «незнакомой агрессией Гринвуда в басовой партии». Критик Guardian Алексис Петридис сказал, что Smile «звучит как одновременно скелетная и более запутанная версия Radiohead, исследуя влияние прогрессивного рока с необычными размерами, сложными риффами и „напористой“ моторной психоделией». Kitty Empire отметила элементы афробита в «Just Eyes and Mouth» и влияние электронной музыки и системной музыки 1960-х годов в треках «Open the Floodgates» и «The Same». Рецензируя трек «You Will Never Work in Television Again», критик Pitchfork Джейсон Грин описал его как «грубый рок-номер», напоминающий альбом Radiohead 1995 года The Bends.

## Участники группы
- Джонни Гринвуд — гитара, бас, клавишные, фортепиано, арфа
- Том Скиннер — ударные, перкуссия, клавишные, бэк-вокал
- Том Йорк — вокал, бас, гитара, клавишные, фортепиано

## Дискография

### Студийные альбомы
| Название                         | Детали |
| -------------------------------- | --- |
| A Light for Attracting Attention | - Выпущен: 13 мая 2022 года - Лейблы: XL, Self Help Tapes - Носители: LP, CD, цифровое скачивание, стриминг |
| Wall of Eyes                     | Выпущен : 26 января 2024 года - Лейбл: XL                                                                   |
| Cutouts                          | Выпущен: 4 октября 2024 года - Лейбл: XL                                                                    |

### Живые выступления
| Название                                              | Детали                                                                                    |
| ----------------------------------------------------- | ----------------------------------------------------------------------------------------- |
| The Smile (Live at Montreux Jazz Festival, July 2022) | - Выпущен: 14 декабря 2022 года - Лейбл: XL - Носители: CD, цифровое скачивание, стриминг |
| Europe: Live Recordings 2022                          | Выпущен : 10 марта 2023 года - Лейбл: XL - Носители: LP, CD                               |

### Синглы
| Название                                  | Выпущен              | Альбом                           |
| ----------------------------------------- | -------------------- | -------------------------------- |
| «You Will Never Work in Television Again» | 5 января 2022 года   | A Light for Attracting Attention |
| «The Smoke»                               | 27 января 2022 года  | A Light for Attracting Attention |
| «Skrting on the Surface»                  | 17 марта 2022 года   | A Light for Attracting Attention |
| «Pana-vision»                             | 3 апреля 2022 года   | A Light for Attracting Attention |
| «Free in the Knowledge»                   | 20 апреля 2022 года  | A Light for Attracting Attention |
| «Thin Thing»                              | 9 мая 2022 года      | A Light for Attracting Attention |
| «Bending Hectic»                          | 20 июня 2023 года    | Wall of Eyes                     |
| «Wall of Eyes»                            | 13 ноября 2023 года  | Wall of Eyes                     |
| «Friend of a Friend»                      | 9 января 2024 года   | Wall of Eyes                     |
| «Don't Get Me Started/ The Slip»          | 2 августа 2024 года  | Cutouts                          |
| «Foreign Spies/ Zero Sum»                 | 28 августа 2024 года | Cutouts                          |
| «Bodies Laughing»                         | 2 октября 2024 года  | Cutouts                          |